# Pseudonaclia fasciata
Pseudonaclia fasciata är en fjärilsart som beskrevs av M.Gaede 1926. Pseudonaclia fasciata ingår i släktet Pseudonaclia och familjen björnspinnare. Inga underarter finns listade.